# Paolo Soratini

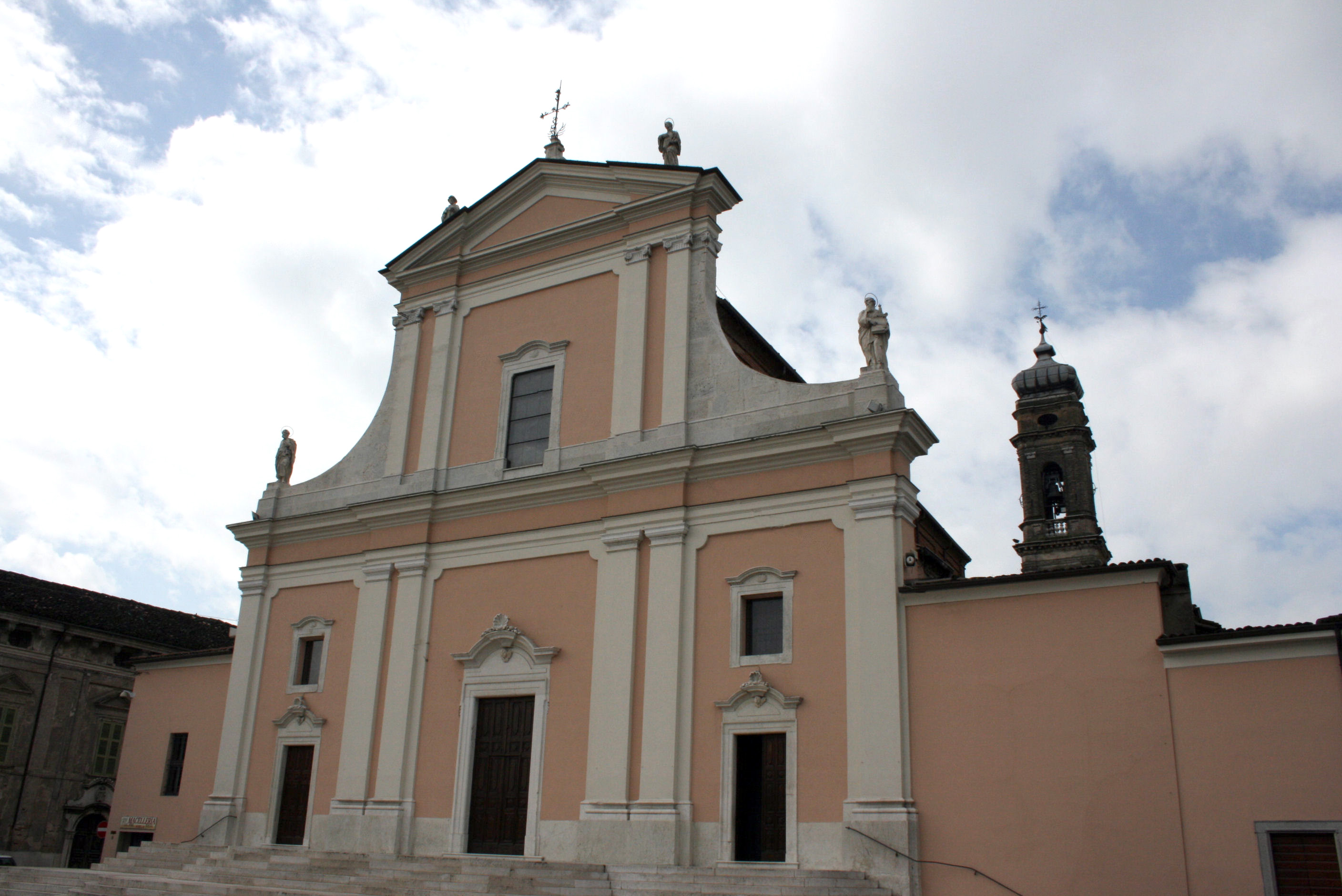
Facciata della chiesa parrocchiale di Medole

Paolo Soratini (Lonato, 12 ottobre 1682 – Ravenna, 1762) è stato un architetto e religioso italiano.

## Biografia
Architetto e monaco camaldolese, assunse il nome di frate Giuseppe Antonio, quando prese i voti a 21 anni, risiedendo nel convento di Ravenna.
Visse per molti anni tra Ravenna e Roma, dove studiò le opere di molti suoi famosi contemporanei, quali Gian Lorenzo Bernini e Luigi Vanvitelli, ma fu soprattutto Filippo Juvara a formarne la personalità artistica. Suo diretto maestro fu l'architetto Giuseppe Sardi.
La sua fama si diffuse presto in tutta Italia, lasciando egli stesso un elenco di opere eseguite o progettate in oltre quaranta località.
A Ravenna progettò una villa sul mare per i frati Camaldolesi e la famosa sala della Biblioteca Classense. Diversi lavori fece anche nel bresciano, primi fra tutti la chiesa parrocchiale di Santa Maria Annunciata di Isorella costruita nel 1703-07 e la chiesa parrocchiale di San Nicolò di Gardone Riviera, risalente al 1730-40. Ma sua è anche la basilica di Lonato del Garda, iniziata nel 1738 e terminata nel 1780, la facciata della parrocchiale di Calcinatello, il campanile di Carpenedolo, la chiesa dei Santi Gervasio e Protasio di Dosolo, la ristrutturazione della chiesa di Calvisano, della parrocchiale di Montichiari e della parrocchiale di Medole, nel 1750.
Gli è stato anche attribuito il progetto della chiesa di santa Maria della Visitazione, o chiesa del Suffragio, a Forlì, in alternativa all'assegnazione tradizionale a Giuseppe Merenda.
Nelle Marche progettò e realizzò, dopo il terremoto del 1741, la ricostruzione della chiesa dei santi Biagio e Romualdo a Fabriano, il rifacimento della chiesa di san Francesco a Montelupone nel 1745 e l'edificio Barco Ducale ad Urbania.